# Pleurothallis montezumae
Pleurothallis montezumae är en orkidéart som beskrevs av Carlyle August Luer. Pleurothallis montezumae ingår i släktet Pleurothallis och familjen orkidéer.
Artens utbredningsområde är Costa Rica. Inga underarter finns listade i Catalogue of Life.